# 염태영
염태영(廉泰英, 1960년 7월 25일~)은 대한민국의 정치인이다. 제26~28대 경기도 수원시장, 경기도 경제부지사를 역임하였고, 제22대 국회의원이다.

## 생애

### 유년기/청년기
1960년 경기도 화성군 일왕면 율전리(현 수원시 율전동)에서 2남 3녀 중 장남으로 태어났다. 어려서부터 그림에 소질을 보였고, 미술 입상도 여러 차례를 했다. 중학교 1학년 때 철도공무원이었던 아버지가 돌아가시고, 고등학교 1학년 때 어머니마저 세상을 떠나 누이와 함께 두 동생을 돌보며 학교를 다녔다. 어려워진 가정 환경에도 장학금을 놓치지 않았다. 1980년 서울대학교 농화학과에 입학하여 학생운동, 야학 교사, 기독교청년운동을 통해 민주화운동에 참여했다. 초등학교 1학년 짝꿍이자 같은 야학의 교사였던 아내와 결혼하였다.

### 기업 근무
서울대학교 졸업 후 두 동생의 생계와 학업을 책임지기 위해 미원그룹에 취업했다. 이후 삼성건설 환경사업부 창립멤버로 이직했고, 두산엔지니어링 환경사업부에 스카우트되어 30대 초반에 상무이사로 승진했다. 동생의 대학졸업 및 취업 직후 30대 중반에 직장 생활을 접고, '수원환경운동센터'를 설립하여 환경운동가로 활동하였다.

### 시민운동가
1993년 '수원환경운동센터'를 설립하여 환경운동가의 길로 들어섰다.
1995년 수원천 복개 2단계공사가 지역 현안으로 떠오르자 ‘수원천 되살리기 시민운동본부’를 결성하고 사무국장을 맡았다. 국내 최초로 수원천이 복개되는 것을 막고 자연형 하천으로 복원하는 것에 일조하였고, 그 성과를 인정받아 제1회 KBS 지역대상 본상을 수상했다. 또한 녹색연합, 환경정의 등 전국단위 환경단체의 정책자문 및 조직위원장 등을 맡아 활동하여 2000년 일본사회평론사가 간행한 ‘21세기 한국인’ 8인에 선정되었다.
지구환경보전을 위해 구성된 민·관 협력기구인 지방의제21 추진기구 활동가로 ‘21세기수원만들기협의회’ 사무국장, 경기도협의회 사무처장을 역임하고, 2000년 「지방의제21전국협의회」를 설립하여 사무처장겸 운영위원장으로서 대한민국의 지속가능발전 운동과 거버넌스 운동을 선도했다.

### 참여정부 시절
2000년 설립된 ‘대통령자문 지속가능발전위원회’의 위원으로 활동하던 중, 2005년 참여정부 ‘청와대 지속가능발전 비서관’에 임명되었고, 2006년 국립공원관리공단 상임감사와 2007년 대통령자문 정책기획위원회 위원을 역임했다.

### 정치활동
2006년 수원시장선거에 출마했으나, 당시 참여정부 심판론에 가로막혀 낙선했다. 2009년 수원르네상스포럼 대표를 거쳐, 2010년 민주당 중앙당 부대변인, 민주당 4대강대책특별위원회 위원 등을 역임했다.

### 수원시장
2010년 제5회 전국동시지방선거에서 수원시장 민주당 후보로 출마, 51.42%의 득표율로 제26대 민선5기 수원시장에 당선되었다. 이후 2014년 지방선거에서는 새정치민주연합 후보로 출마해 59.43%의 득표율로 민선6기 수원시장에 재선되었다. 2018년 지방선거에서는 66.99%의 득표율로 민선7기 수원시장에 당선되어 수원시 최초의 3선 시장이 되었다. 
전국대도시협의회 회장, 더불어민주당 기초단체장협의회 회장, 마을만들기지방정부협의회 상임회장, 에너지정책전환을위한지방정부협의회 회장 등을 역임하였다. 문재인 정부 출범 후, 대통령 직속 일자리위원회에 지자체장으로는 유일한 위원으로 위촉되어 활동한 바 있다.
2020년 치러진 더불어민주당 경선에서 최고위원으로 당선되었다. 2022년 2월 14일 경기도지사 출마를 선언하면서 수원시장에서 사임했다.
2022년 8월 17일 김동연 경기도지사에 의해 경기도 경제부지사로 임용되었다.

## 학력
- 1973년 매산국민학교 졸업
- 1976년 수성중학교 졸업
- 1979년 수성고등학교 졸업
- 1984년 서울대학교 농과대학 농화학 학사

## 경력

### 기업 근무
- 미원그룹 (주)베스트푸드 미원(현 대상주식회사)
- 삼성그룹 삼성종합건설(주) 환경사업부(현 삼성물산)
- 두산엔지니어링 상무이사

### 시민‧ 환경단체 활동
- 경실련 환경개발센터 연구위원(1993~1995)
- 수원천 되살리기 시민운동본부 사무국장(1996)
- 녹색연합 조직위원장(1995~1998), 시민참여위원장(2000~2001)
- 환경정의시민연대 생명의물살리기운동본부 운영위원, 부본부장(2000~2005. 2.)
- 제1~3회 한국 강의날 대회 실행위원장, 조직위원장(2002~2004)
- 수원환경운동센터 사무처장 / 공동대표(1994~1999, 2004. 2.~2005. 1.)
- 수원시화장실문화협의회 회장(2000~2004)
- (사)녹색환경연구소 소장(2004. 4.~2005. 1.)
- 전국지속가능발전협의회 사무처장 / 운영위원장(2000. 6.~2004. 2.)
- 수원지하철 예산삭감 원상회복 시민대책위원장(2009)
- 수원르네상스포럼 대표(2009.3 .~2010. 6.)
- 인간도시컨세서스 명예운영위원(2010. 11.~)
- 사람사는세상 노무현재단 기획위원(2009. 9.~)
- 한국NGO학회 대외협력위원회 이사(2011. 3.~2012. 12.)

### 정당 활동
- 2006년 제4회 전국동시지방선거 경기도 수원시장 열린우리당 후보 출마(2006. 5. 31.)
- 민주당 경기도당 부위원장(지방자치담당, 2009)
- 민주당 4대강대책(대운하) 특별위원회 위원(2009)
- 2009년 하반기 재보궐선거 경기 수원시 장안구 국회의원 보궐선거 선거대책위원회 총괄본부장(2009)
- 민주당 중앙당 부대변인(2010)
- 제5회 전국동시지방선거 당선(민선 5기, 경기도 수원시장, 민주당, 초선)(2010. 6. 2.)
- 제6회 전국동시지방선거 당선(민선 6기, 경기도 수원시장, 새정치민주연합, 재선)(2014. 6. 4.)
- 더불어민주당 중앙당 당무위원(2017~)
- 제7회 전국동시지방선거 당선(민선 7기, 경기도 수원시장, 더불어민주당, 3선)(2018. 6. 13.)
- 더불어민주당 최고위원(2020. 8. 29.~2021. 4. 8.)
- 더불어민주당 제22대 국회의원 선거 수원시 무 국회의원 예비후보(2023. 12. 22.~2024. 02.)
- 대한민국 제22대 국회의원 선거 당선(경기 수원시 무, 더불어민주당, 초선)(2024. 4. 10.)
- 더불어민주당 경기도당 수원시 무 지역위원회 위원장(2024. 05.~)
- 더불어민주당 이재명 대표 사회특보단 자치분권특보(2024. 11.~)
- 더불어민주당 경기도당 기본사회위원회 위원장(2025. 3.~)
- 더불어민주당 사법개혁특별위원회 위원(2025. 8.~)

### 공직 근무
- 노무현 정부 대통령비서실 지속가능발전비서관(2005. 1. 29.~2006. 2. 27.)
- 국립공원관리공단 상임감사(2006. 9. 29.~2008. 6. 4.)
- 민선 5기 제26대 경기도 수원시장(2010. 7. 1.~2014. 6. 30.)
- 민선 6기 제27대 경기도 수원시장(2014. 7. 1.~2018. 6. 30.)
- 민선 7기 제28대 경기도 수원시장(2018. 7. 1.~2022. 2. 14.)
- 제2대 경기도 경제부지사(2022. 8. 17.~2023. 12. 22.)

#### 수원시장 대외활동
- 전국대도시 시장협의회 회장(2010. 9.~2013. 7.)
- 유네스코 문화유산도시협의회 회장(2010. 11.~2012. 10.)
- 경기남부권시장협의회 회장(2010. 11.~2012. 7.)
- 더불어 함께하는 시협의회 회장(2010. 7.~2013. 3.)
- 경기도시장군수협의회 회장(2014. 7.~2016. 6.)
- 전국시장군수구청장협의회 사무총장(2014. 8.~2016. 7.)
- 이클레이(ICLEI, 지속가능성을 위한 세계지방정부)글로벌 집행위원(동아시아대표, 2010. 9.~2022. 3.)
- 국제빗물집수연맹(IRHA) 명예회원(2013. 10.~)
- 세계화장실협회 회장(2013. 11.~)
- 지방분권개헌국민행동 공동의장(2012. 10.~)
- 마을만들기지방정부협의회 상임회장(2015. 9.~2018. 10.)
- 더불어민주당 경기도 기초단체장협의회 회장(2017. 1.~2018. 7.)
- 더불어민주당 기초단체장협의회 회장(2017. 7.~2018. 7.)
- 자치분권 개헌 추진본부 공동대표(2017. 12.~2022. 3.)
- CITYNET(아시아·태평양 지역 다자간 지방정부연합체)운영위원(2018. 1.~2022. 3.)
- 전국시장·군수·구청장협의회 지역공동회장 겸 경기 협의회장(2018. 9.~2019. 6.)
- 전국시장·군수·구청장협의회 대표회장(2019. 7.~2020. 9.)
- 대통령직속 국가균형발전위원회 당연직위원(2019. 7.~2020. 9.)
- 더불어민주당 전국자치분권민주지도자회의(KDLC) 상임대표(2020. 6.~2022. 3.)
- 포럼 자치와 균형 공동대표(2020. 6.~)
- 참좋은지방정부협의회 회장(2020. 10.~)

### 중앙정부 심의 / 자문기구 참여
- 환경부 환경영향평가 및 사전환경성검토 전문위원(2000. 1.~2005. 1.)
- 2002년 세계환경정상회의 국가준비위원회 실무위 민간대표
- 대통령자문 지속가능발전위원회(PCSD) 운영협의회 총무위원
- 노무현 대통령직 인수위원회 상근자문위원(2003. 1.~2003. 2.)
- 대통령자문 정책기획위원회 정책평가위 전문위원(환경팀 간사)
- 대통령자문 정책기획위원회 위원 (2007. 9.~2008. 2.)
- 대통령직속 일자리위원회 위원 (2017. 6.~2019. 7.)

### 국회의원 의정활동
- 2024년 5월 30일~: 제22대 국회의원(경기 수원시 무, 더불어민주당, 초선)
  - 2024년 6월~: 제22대 국회 전반기 국토교통위원회 위원
  - 2025년 3월~: 제22대 국회 기후위기 특별위원회 위원

### 기타
- ‘21세기 한국인’ 8인중 1인으로 선정, 책자 출간 (2000, 일본 사회평론사 간행)
- 2002 UN세계환경정상회의 제1차, 제4차 준비회의 한국정부 대표 UN회의 참가(2001)

## 상훈
- ‧대통령 표창(2001. 6. 5.) ‧ 과학과 사회소통상(2002. 11. 23. 한국과학기자협회)
- 2013년 사회복지대상(2013. 4. 22. 경기도사회복지연대)
- 중부율곡대상 자치단체 경영부문(2014. 2. 26. 중부일보)
- 공약대상(2014.4.15, 법률소비자연맹)
- 한국을 빛낸 자랑스러운 기술사(2014. 7. 5. 한국기술사회)
- 제2회 기호일보 참일꾼 기초자치단체장상(2014. 7. 18. 기호일보)
- 2014 매니페스토 약속대상 선거공보분야 최우수상(2014. 10. 1. 한국매니패스토실천본부)
- 자연환경 지도자상(훈장, 2015. 5. 30. 몽골정부)
- 지속가능관광 공로상(2016. 10. 5. 국제지속가능관광위원회)
- 디아길레프상(2016. 12. 10. 한국발레협회)
- 2016 좋은 자치단체장상(2016. 12. 6. 범시민사회단체연합)
- 2016 대한민국 무궁화 대상 ‘자치행정부문 대상’(2016. 12. 15. 사단법인 대한무궁화중앙회)
- 2017 대한민국 자치발전대상 기초자치부문 대상(2017. 11. 8. 한국자치발전연구원)
- 2018 매니페스토 약속대상 지방선거부문 최우수상 수상(2018. 9. 4. 한국매니패스토실천본부)

## 논문 및 저서
- 폐‧ 하수의 고도처리 기술개발(1992, 논문)
- 폐‧ 하수 슬러지 열분해 기술개발(1993, 논문)
- 우리수원 이렇게 바꾸자(1995, 수원경실련, 공저)
- 생태도시로 가는 길(2001, 도요새출판사, 공저)
- 참여정부의 환경정책(2003, 대통령자문 정책기획위원회, 공저)
- 마을의제21 추진안내서(2004, 지방의제21전국협의회, 공저)
- 염태영의 아름다운 약속(2006, 삼인출판사)
- 그곳이 아름다운 것은 당신이 아름답기 때문입니다(2007,국립공원관리공단, 공저)
- 지속가능발전의 확산(2008, 대통령자문 정책기획위원회, 공저)
- 「환경과 생명」 등 전문지에 ‘녹색자치 주민운동과 지방의제21’ 등 논문 다수
- 우리동네 느티나무(2010, 세창미디어)
- 자치가 밥이다(2014, 지캠프)
- 모두를 위한 나라(2018, 지캠프)
- 코로나19, 그 후 - 모두를 위한 나라 2(2020, 상아기획)
- 모두를 위한 나라 - 세번째 이야기(2022, 더페이퍼)

## 역대 선거 결과
|  | 28.02% |

|  | 51.42% |

|  | 59.43% |

|  | 66.99% |

|  | 59.00% |

## 소속 정당
| 소속 정당 | 소속 정당      | 소속 기간 | 비고      |
| --------- | -------------- | --------- | --------- |
|           | 열린우리당     | 2006~2007 | 정계 입문 |
|           | 대통합민주신당 | 2007~2008 | 합당      |
|           | 통합민주당     | 2008      | 합당      |
|           | 민주당         | 2008~2011 | 당명 변경 |
|           | 민주통합당     | 2011~2013 | 합당      |
|           | 민주당         | 2013~2014 | 당명 변경 |
|           | 새정치민주연합 | 2014~2015 | 합당      |
|           | 더불어민주당   | 2015~2022 | 당명 변경 |
|           | 무소속         | 2022~2023 | 탈당      |
|           | 더불어민주당   | 2023~현재 | 복당      |

## 같이 보기
- 수원시 권선구의 국회의원
- 수원시 무
- 수원시 영통구의 국회의원
- 수원시의 국회의원
- 수원시장
- 경기도 부지사